# Историко-родословное общество в Москве
Историко-родословное общество в Москве (ИРО) — российское генеалогическое общество, действовавшее в 1905—1917 гг. и возрожденное в 1990 году. Одно из двух крупнейших генеалогических обществ России (наряду с Русским генеалогическим обществом, находящимся в Санкт-Петербурге).

## Деятельность вРоссийской империи
Основателями общества были видные российские генеалоги: Юрий Васильевич Арсеньев, Леонид Михайлович Савёлов, Дмитрий Васильевич Ульянинский, Николай Петрович Чулков, Михаил Тихонович Яблочков и другие. 
Устав общества был утверждён 15 декабря 1904 года. Первое заседание состоялось 8 января 1905 года. На нём были избраны должностные лица: председателем Л. М. Савёлов, товарищем председателя В. Н. Смольянинов, секретарём Н. П. Чулков и казначеем В. И. Чернопятов; должность библиотекаря была временно соединена с должностью казначея (13 февраля 1908 года). Общество продолжало свою деятельность до 1917 года: последнее заседание состоялось 26 сентября.
Периодическим изданием общества был журнал «Летопись Историко-родословного общества в Москве», выходивший с 1905 по 1915: всего издано 44 номера. В журнале было опубликовано большое число источников и статей по истории и генеалогии России — преимущественно дворянства.

## Деятельность вСССРиРФ
Собрание, принявшее решение о возрождении общества, состоялось в Москве 11 мая 1990 года. Новый устав был зарегистрирован 20 декабря 1990 года. Председателем общества был избран историк Станислав Владимирович Думин, сохраняющий эту должность до настоящего времени. Официальной покровительницей общества, до свой смерти в 2010 году, была Леонида Георгиевна — вдова великого князя Владимира Кирилловича. В 1993 году возобновилось издание «Летописи Историко-родословного общества в Москве» (в 1993-2009 гг. вышло 15 выпусков; некоторые — сдвоенные). Общество имеет отделения в нескольких регионах Российской Федерации, его членами в 2000 году были более 600 человек. Среди почётных членов общества: известные историки и генеалоги Александр Иванович Аксенов, Маргарита Евгеньевна Бычкова и другие. Общество проводит ежемесячные собрания (семинары) и раз в год — генеалогическую конференцию («Савёловские чтения») в Государственном историческом музее; в 2013 году состоялась юбилейная XX конференция. В отличие от дореволюционного периода, члены общества занимаются изучением генеалогии всех сословий России, а не только дворянства.